# Edinburgh Jazz & Blues Festival
Das Edinburgh Jazz & Blues Festival ist ein jährlich an zehn Tagen im Juli in Edinburgh stattfindendes internationales Jazz-Festival.
Das Festival begann 1978 als Veranstaltung für Traditional Jazz in Pubs mit freiem Eintritt, organisiert vom Banjo-Spieler und Gitarristen Mike Hart. Traditioneller Jazz und Blues (der über ein zusätzliches Blues-Wochenende in der Caledonia Brewery präsentiert wurde) wurden auch später regelmäßig präsentiert, von den Pubs blieb aber nur die Sponsorenschaft von Brauereien. Zu den regelmäßigen Musikern in den Anfangszeiten gehörten Buddy Tate, Warren Vaché, die Black Eagles Jazz Band und die Hot Antic Jazz Band. Es gab eine Parade in der Princes Street und Veranstaltungen unter offenem Himmel in den Princes Street Gardens und Grassmarket Gardens. Der Mardi Gras mit Kostümierung in Grassmarket und Jazz on a Summers Day in Princes Street Gardens ist davon noch geblieben. Das Festival hatte sich aber schon seit Mitte der 1980er Jahre professionalisiert.
Das Festival fördert lokale Musiker, Jam-Sessions und hat ein eigenes Edinburgh Jazz Festival Orchestra mit eigenen Produktionen. 2013 führte dieser Klangkörper zum Beispiel die Sacred Concerts von Duke Ellington auf. Weitere Musiker 2013 waren Champion Fulton, Jools Holland, Brian Kellock, Malene Mortensen und Tia Fuller.